# Corydalis aconitiflora
Corydalis aconitiflora är en vallmoväxtart som beskrevs av M. Liden. Corydalis aconitiflora ingår i släktet nunneörter, och familjen vallmoväxter. Inga underarter finns listade i Catalogue of Life.